# Охаба (Горж)
Охаба (рум. Ohaba) насеље је у Румунији у округу Горж у општини Баланешти. Oпштина се налази на надморској висини од 311 m.

## Становништво
Према подацима из 2002. године у насељу је живело 272 становника, од којих су сви румунске националности.